# Boskovice
Boskovice är en stad i Tjeckien.   Den ligger i distriktet Okres Blansko och regionen Södra Mähren, i den östra delen av landet, 170 km öster om huvudstaden Prag. Boskovice ligger 386 meter över havet och antalet invånare är 11 121.
Terrängen runt Boskovice är varierad. Runt Boskovice är det ganska tätbefolkat, med 78 invånare per kvadratkilometer. Närmaste större samhälle är Blansko, 13,9 km söder om Boskovice. I omgivningarna runt Boskovice växer i huvudsak blandskog.